# Klobetason
Klobetason (INN) jeste kortikosteroid koji se koristi u dermatologiji, za tretman kožnih zapaljenja koja se javljaju pri ekcemu, psorijazi i drugim formama dermatitisa, kao i u oftalmologiji. Topikalni klobetason butirat pokazuje minimalnu supresiju hipotalamusno-hipofizno-nadbubrežne osovine.
On je dostupan kao klobetason butirat pod prodajnim imenima Eumosone ili Eumovate. Ovaj lek proizvodi i prodaje preduzeće GlaxoSmithKline.

## Osobine
Klobetason je organsko jedinjenje, koje sadrži 22 atoma ugljenika i ima molekulsku masu od 408,891 .
| Osobina                  | Vrednost |
| ------------------------ | -------- |
| Broj akceptora vodonika  | 4        |
| Broj donora vodonika     | 1        |
| Broj rotacionih veza     | 2        |
| Particioni koeficijent ( | 3,0      |
| Rastvorljivost (logS, log(mol/L))       | -5,2     |
| Polarna površina (PSA, Å2)  | 71,4     |

## Literatura
- Hardman JG, Limbird LE, Gilman AG (2001). Goodman & Gilman's The Pharmacological Basis of Therapeutics (10. изд.). New York: McGraw-Hill. ISBN 0071354697. doi:10.1036/0071422803.
- Thomas L. Lemke; David A. Williams, ур. (2007). Foye's Principles of Medicinal Chemistry (6. изд.). Baltimore: Lippincott Willams & Wilkins. ISBN 0781768799.

## Spoljašnje veze
|  | Molimo Vas, obratite pažnju na važno upozorenje u vezi sa temama iz oblasti medicine (zdravlja). |